# Port-au-Prince-katedralen
Port-au-Prince-katedralen (Cathédrale Notre-Dame de Port-au-Prince eller Cathédrale de Port-au-Prince) var en katolsk katedral i Port-au-Prince, hovedstaden i Haiti. Den var et landemærke i byen – også på grund af sine arkitektoniske kvaliteter. 
Katedralen stod færdig i 1915 i rosa og gul sten, med to tårne på bygningens vestside.
Katedralen blev beskadiget, måske uopretteligt ødelagt, under jordskælvet i Haiti 2010.